# Tables d'Héraclée

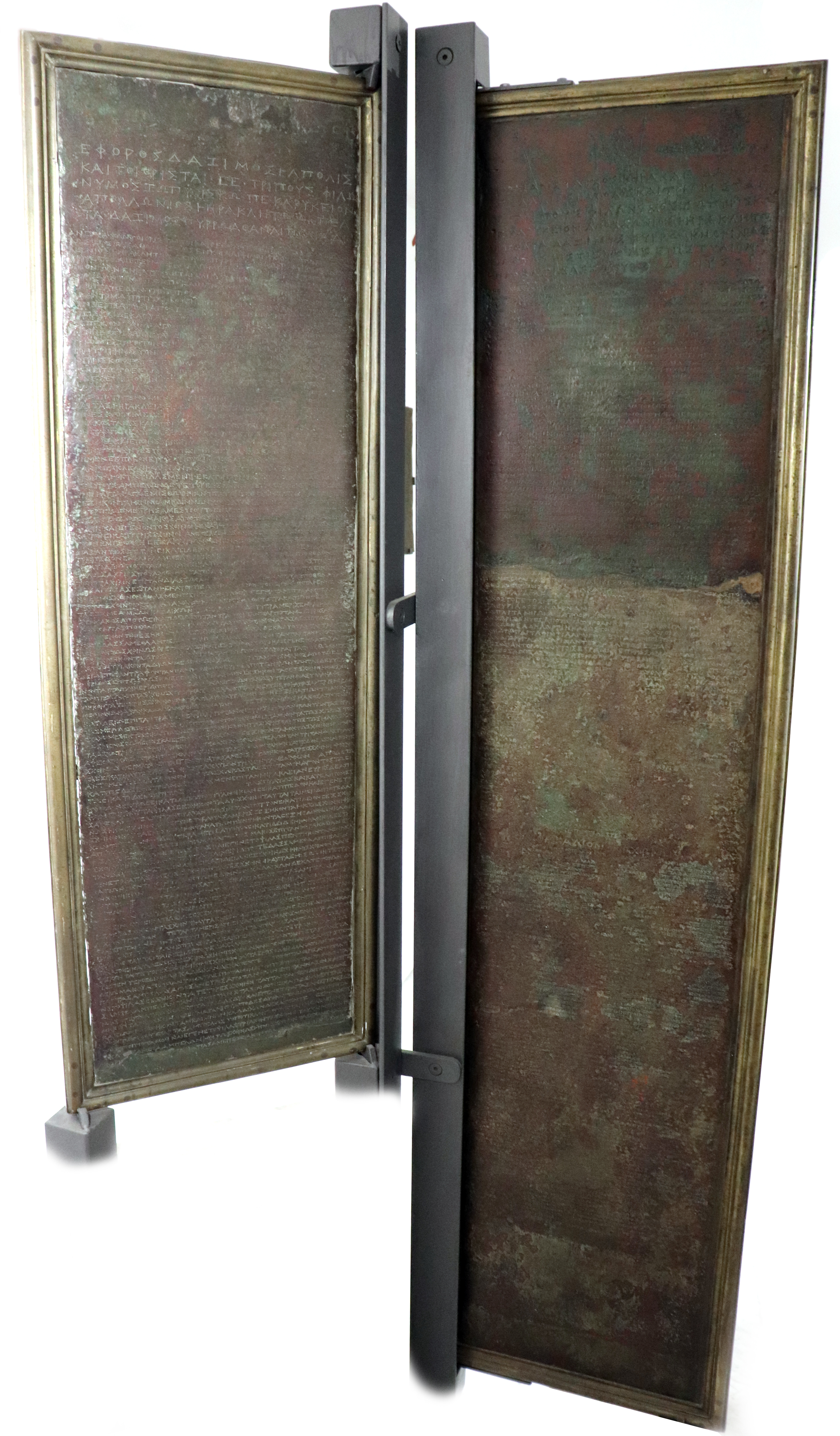
« Tables d’Héraclée » ou « Tavole palatine » : tables de bronze découvertes en 1732 dans les vestiges de la cité d’Héraclée de Lucanie. Musée archéologique national de Naples.

Les Tables d’Héraclée sont des tables de bronze trouvées en 1732 dans les vestiges archéologiques de la cité antique d’Héraclée de Lucanie (aujourd'hui Policoro, en Italie du Sud). 
Leur contenu était rédigé en grec et en latin. Elles ont été publiées en 1754 à Naples par le chanoine Symmaque Mazzocchi et sont conservées au musée archéologique national de Naples.

## Découverte
La table en bronze a été découverte en 1732 dans les alluvions de la rivière Sallandrella (en), entre Héraclée et Métaponte. Elle portait d'un côté une inscription en grec du IVe siècle et de l'autre 163 lignes d'un texte latin incomplet.

## Description
La datation est assez controversée, le contenu peut rassembler des dispositions législatives venant de textes antérieurs. Selon la vision habituelle des historiens, elles contenaient le texte de la lex Iulia municipalis, promulguée après la dictature de Sylla et probablement par Jules César en 45 av. J.-C. et fixaient les principes à respecter par toute loi municipale d'une cité romaine. Mais de nombreuses études récentes proposent une datation nettement antérieure à l'époque césarienne,,.
Elles constituent un document épigraphique de premier ordre pour constater l'évolution des procédures de recensement romaines, jusque-là centralisées sur Rome, malgré l'extension de la citoyenneté romaine à de nombreuses villes italiennes. Elles définissent notamment les modalités de recensement des citoyens romains, selon une procédure nouvelle, à la fois décentralisée, générale et unifiée pour toutes les municipes : chaque fois que les censeurs à Rome mèneront une opération de cens, les magistrats de la municipalité doivent opérer les opérations de cens dans un délai de soixante jours, en conserver les résultats dans leurs registres publics et envoyer un exemplaire à Rome, à destination des censeurs.